# 두류공원
두류공원(頭流公園)은 대한민국 대구광역시 달서구 두류동과 성당동에 위치한 도시근린공원이다. 대구문화예술회관 뒤편의 금봉산과 이월드가 세워진 두류산을 중심으로 형성되어 있고, 1965년 2월 공원으로 지정되었다. 본격적인 개발은 1977년에 이루어졌고 면적은 1,653,965 m²이다.
한편, 1986년 3월 22일과 3월 23일에 이곳 운동장에서 86 춘계 축구대제전 경기가 열리기도 했다.

## 유래
두류산은 산이 둥글게 펼쳐져 있어 두리산이라고 불리다가 두류봉 또는 원산으로 쓰여오다가 근래에 와서 두류산으로 지칭되었다. 금봉산(139.7m. 35.8478N, 128.5567E)과 두류산(125.4m. 35.8534N, 128.5666E) 외에도 두리봉(106.3m. 35.8409N, 128.5585E), 모그동산을 포함하고 있다. 두리봉은 성당못 남서쪽에, 모그동산은 금봉산 북쪽에 있다.
두류정수사업소 동북쪽 산 아래에 노송나무 3그루가 있었는데 이 나무를 당산목(堂山木)이라 불렀고, 그 나무가 있었던 동쪽 안쪽에 위치한 마을을 안땅골(內唐山), 동남쪽 두류공원 야구장 서쪽 산 아래에 위치한 마을을 바깥땅골(外唐山)이라 불렀다. 마을사람들은 5월 파종을 끝낸 후와 10월 추수를 마친 후 술과 떡을 만들어 당산목 밑에서 제사를 올리고 이를 당산제라 하였다. 1914년 내당동, 외당동을 내당동으로 통폐합하였고, 1988년 1월 1일에 대구 달서구의 신설로 서구 내당동이 나뉘게 되었는데, 달서구로 편입된 내당동은 두류산의 명칭을 따 두류동이라고 칭하였다.

## 주요 시설
- 체육시설: 유니버시아드 테니스장, 두류야구장, 다목적운동장, 두류수영장, 두류테니스장, 인라인스케이트장, 골프연습장, 두류유도관, 체육공원
- 교양·문화시설: 시립두류도서관, 문화예술회관, 인물동산, 2.28기념탑, 야외음악당, 대구관광정보센터
- 위락시설: 83타워, 이월드
- 기타시설: 두류정수사업소, 성당못, 분수대, 금용사, 대성사, 벽천폭포

## 교통
- ● 대구 도시철도 1호선 서부정류장역
- ● 대구 도시철도 2호선 두류역

## 같이 보기
- 한국의 산